# رود آلاتیر
رود آلاتیر (روسی: Алатырь؛ IPA: [ɐˈɫatɨrʲ]) یک رودخانه در استان موردوویای کشور روسیه است.